# 칠각별

칠각성

칠각성(七角星) 또는 칠망성(七芒星), 칠각별(七角별), 헵타그램(Heptagram)은 다각성의 일종으로 7개의 선분이 교차하는 도형이다.
| 칠각성 {7/2}             | 칠각성 {7/3}             | 칠각형 안에 그려진 2개의 칠각성 |
| 칠각성 모양의 기둥 (7/2) | 칠각성 모양의 기둥 (7/3) | 칠각형 안에 그려진 2개의 칠각성 |

## 같이 보기
- 다각별
- 별모양화
- 존 호턴 콘웨이